# Hausen (Forchheim járás)
Hausen település Németországban, azon belül Bajorországban. Lakosainak száma 3808 fő (2023. december 31.). Hausen Forchheim és Heroldsbach községekkel határos.

## Népesség
A település népessége az elmúlt években az alábbi módon változott:
| Lakosok száma | 538  | 1357 | 2490 | 2949 | 3655 | 3669 | 3668 | 3700 | 3803 | 3808 |
|               | 1875 | 1950 | 1975 | 1987 | 2012 | 2014 | 2016 | 2017 | 2021 | 2023 |